# Хелсиншки одбор за људска права у Србији
Хелсиншки одбор за људска права је невладина организација у Србији која сагледава стање људских права у укупном друштвено-економском и политичком контексту земље. Основан је у септембру 1994.године и делује као професионална организација у улози заштите људских права и промоције идеје владавине права. 
Извештаји Хелсиншког одбора за људска права врше се на годишњем нивоу и анализом политика и трендова доносе закључке и препоруке који се односе на степен остваривања људских права у години која је претходила. У циљу демократизације, „стандардизације“ јавног живота и успешног укључивања у евроатлантске интеграције одбор реализује значајне пројекте који промовишу европеизацију Србије. 

## Стратешки програми одбора
- Документациони/истраживачки центар - програм садржи истраживачки материјал намењен обљављивању годишњих извештаја и других издања у сарадњи са студентима, новинарима, истраживачима, научницима из земље и иностранства
- Суочавање са прошлошћу/истином – транзициона правда:програм усмерен на подизање свести у јавности о догађајима током распада Југославије за чије узроке и последице и данас тражимо решење. У оквиру овог програма издаје се часопис „Хелсиншка повеља“.
- Европеизација Србије - програм намењен сузбијању корупције и постизању задовољавајућег стандарда одговорности у јавном животу, посебно у области парламентаризма. Заговара транспарентност у раду парламента, јавни дискурс изабраних представника и јавних личности, родну равноправност и заступљеност представника мањинских група.
- Алтернативно образовање младих - програм настоји да укључи младе људе у критичко сагледавање прошлости и садашњости и подстакне их на грађански активизам и друштвено ангажовање.
- Култура људских права - програм намењен имплементацији европских конвенција и заштити основних људских права, нарочито маргинализованих и осетљивих друштвених група.
- Решавање криза/превенција конфликата - програм посвећен процесу интеграције и превазилажењу самоизолације људи који су преживели ратне или друге злочине кршења људских права.

## Активизам
2009. године заједно са Комитетом правника за људска права, Центром за културну деконтаминацију, Грађанским иницијативама, Женама у црном, Београдским кругом, Фондом за хуманитарна права и Иницијативом младих за људска права подноси Народној скупштини Републике Србије предлог текста Декларације о осуди злочина у Сребреници. Текст позива државу Србију на предузимање неопходних мера за заштиту жртава ратних злочина. 
2010.године Одбор је напустио Регионалну комисију за утврђивање и казивање чињеница о ратним злочинима (РЕКОМ) наводећи да немају свеобухватан приступ због чега не може доћи до заједничких активности.
Хелсиншки одбор организује и Школу људских права за младе и од 2010.је у његовој организацији преко 80 Школа људских права за младе на локалном нивоу које се могу похвалити учешћем више од 1800 средњошколаца. Школа љуских права организована је и на регионалном нивоу у партнерству са регионом Западног Балкана. Од 2017.до 2019.године у сарадњи са Иницијативом младих за људска права програм „Школа људских права за младе“ финансиран је од стране Делегације Европске Уније у Републици Србији. Пројекат је спроведен у оквиру програма Европске уније “Civil Society Facility and Media Program 2016 – 2017”. Донација ЕУ износила је 193.957 евра.
2019.године Хелсиншки одбор представља извештај „Српска заједница на Косову: Замрзнути живот у замрзнутом конфликту“ . Фокус извештаја је на социјалном и економском положају српске заједнице на Косову, а извештај је подржан од стране Амбасаде Краљевине Норвешке у Београду и Балканског фонда за демократију.
Пажњу јавности изазвао је апел Хелсиншког одбора за људска права у Србији 2022.године који се односио на укидање веронауке у државним школама указујући на политизацију религије и улогу Српске православне цркве као организације која не поштује секуларни карактер државе. 

## Пројекти
- Србија и Косово: култура без граница
- Мониторинг реформе затворског система 2015
- Кампања цивилног друштва за ефикасну заштиту особа са менталним поремећајима – II фаза
- HOPE – Холистичка иницијатива за превенцију радикализације
- Реформа затворског система и форензичка психијатрија
- YU Historia: Мултиперспективна историја друге Југославије
- Колико одговорно Србија испуњава преузете обавезе према развоју демократије
- Српски идентитет у 21.веку – Размишљај својом главом

## Издаваштво
- Два разговора са Латинком Перовић: Чињенице и тумачења, Београд, 2010
- Савременици фашизма 1, Београд, 2010
- Савременици фашизма 2, Београд, 2010
- Масакр у Сувој Реци – март 1999, 2010